# Nekrolog August 2005
Nekrolog
◄◄
| ◄
| 2001
| 2002
| 2003
| 2004
| 2005 | 2006 | 2007 | 2008 | 2009 | ► | ►►
Januar |
Februar |
März |
April |
Mai |
Juni |
Juli |
August |
September |
Oktober |
November |
Dezember 2005
Weitere Ereignisse | Allgemeiner Nekrolog 2005
Die Beschreibung der verstorbenen Person sollte so kurz wie möglich gehalten sein und nur deren signifikante Tätigkeit(en) enthalten.
Neue Namen ggf. auch unter dem Geburts- und Sterbedatum, also etwa unter 1. Januar und im Geburts- und Sterbejahr (2024) eintragen (nur bei entsprechender großer Wichtigkeit). Für Beispiele siehe die schon vorhandenen Artikel.
Außerdem über die fünf zuletzt Verstorbenen, zu denen es einen ausreichend guten Artikel für eine Präsentation auf der Hauptseite gibt, nach der todesbedingten Überarbeitung der Artikel ggf. auch unter Wikipedia Diskussion:Hauptseite informieren und sie am besten auch in den anderen Wikipedia-Sprachversionen eintragen. Tipp: Regelmäßig bei news.google.de nach „ist tot“, „gestorben“ oder „verstorben“ suchen.
Wenn eine Person gestorben ist, gibt es viele Seiten zu dieser Person in der Wikipedia, die davon auch betroffen sind und entsprechend aktualisiert werden müssen. Beispiele: Namenübersichtsseite, Geburtsjahr, Geburtsort-Seiten und viele mehr.
Wie finde ich die betroffenen Seiten?
Im Suchfeld auf der linken Seite gibt man den Suchbegriff so ein: „Vorname Nachname“. Dann klickt man auf Volltext und alle Seiten mit entsprechendem Suchtext werden aufgerufen. Hier sieht man dann schnell, wo auch das Todesjahr Sinn macht oder sogar ein Teil des Artikels angepasst werden muss. Auch hilft das „Werkzeug“ auf der linken Seite sehr gut, um solche Seiten aufzufinden: „Links auf diese Seite“. Somit ist die Wikipedia wieder aktuell in allen Bereichen! Hinweis: bei Eintragung der Kategorie „Gestorben JAHR“ wird der Missbrauchsfilter 49 ausgelöst, was jedoch nicht schlimm ist. Siehe: Spezial:Missbrauchsfilter/49
Dies ist eine Liste von im August 2005 verstorbenen bekannten Persönlichkeiten. Die Einträge erfolgen innerhalb der einzelnen Daten alphabetisch sortiert. Tiere sind im Nekrolog für Tiere zu finden.

## August
| Tag        | Name                                                   | Beruf, bekannt als                                                                                              | Alter | Beleg |
| ---------- | ------------------------------------------------------ | --- | ----- | ----- |
| 1. August  | Al Aronowitz                                           | US-amerikanischer Musikjournalist                                                                               | 77    |       |
| 1. August  | Wim Boost                                              | niederländischer Cartoonist                                                                                     | 87    |       |
| 1. August  | Donald Brooks                                          | US-amerikanischer Modedesigner und Kostümbildner                                                                | 77    |       |
| 1. August  | Constant                                               | niederländischer Maler                                                                                          | 85    |       |
| 1. August  | Klaus Dehler                                           | deutscher Arzt und Politiker (FDP), MdL                                                                         | 78    |       |
| 1. August  | Fahd ibn Abd al-Aziz                                   | saudi-arabischer König (1982–2005)                                                                              |       |       |
| 1. August  | Jay Hammond                                            | US-amerikanischer Politiker                                                                                     | 83    |       |
| 1. August  | Johann Staber                                          | österreichischer Architekt                                                                                      | 77    |       |
| 2. August  | Lou Bernstein                                          | US-amerikanischer Fotograf und Lehrer                                                                           | 94    |       |
| 2. August  | Sandro Bolchi                                          | italienischer Filmschaffender                                                                                   | 81    |       |
| 2. August  | Willy Egger                                            | österreichischer Produktions- und Herstellungsleiter beim deutschen Film                                        | 76    |       |
| 2. August  | Loulie Jean Norman                                     | US-amerikanische Sopranistin                                                                                    | 92    |       |
| 2. August  | Rudolf Tajcnár                                         | slowakischer Eishockeyspieler                                                                                   | 57    |       |
| 3. August  | Zainab al-Ghazali                                      | ägyptische islamistische Propagandistin                                                                         | 88    |       |
| 3. August  | Luis Barbero                                           | spanischer Schauspieler                                                                                         | 88    |       |
| 3. August  | Françoise d’Eaubonne                                   | französische Autorin und Frauenrechtlerin                                                                       | 85    |       |
| 3. August  | Alexander Hildebrand                                   | schwedischer Schachkomponist                                                                                    | 83    |       |
| 3. August  | Heinz Lettau                                           | deutscher Meteorologe und Geophysiker                                                                           | 95    |       |
| 3. August  | Jack Reimer                                            | sowjetisch-US-amerikanischer KZ-Wächter im Zwangsarbeitslager Trawniki                                          | 86    |       |
| 3. August  | Hans E. Schons                                         | deutscher Schauspieler                                                                                          | 85    |       |
| 3. August  | Gert Fritz Unger                                       | deutscher Schriftsteller                                                                                        | 84    |       |
| 4. August  | Léopold Gernaey                                        | belgischer Fußballtorhüter                                                                                      | 78    |       |
| 4. August  | Sue Gunter                                             | US-amerikanische Basketballtrainerin                                                                            | 66    |       |
| 4. August  | Anatoli Iwanowitsch Larkin                             | russischer Physiker                                                                                             | 72    |       |
| 4. August  | Little Milton                                          | US-amerikanischer Blues-Musiker                                                                                 | 70    |       |
| 4. August  | Eden Natan-Zada                                        | israelischer Attentäter                                                                                         | 19    |       |
| 5. August  | Horst Ankermann                                        | deutscher Pharmakologe und Künstler                                                                             | 83    |       |
| 5. August  | Polina Astachowa                                       | sowjetische Turnerin                                                                                            | 68    |       |
| 5. August  | Fritze Carstensen                                      | dänische Schwimmerin                                                                                            | 80    |       |
| 5. August  | Jean Louis Joseph Dardel                               | französischer Geistlicher, Bischof von Clermont                                                                 | 85    |       |
| 5. August  | Hans Faillard                                          | deutscher Biochemiker und Professor für Biochemie und Physiologische Chemie sowie Leiter mehrerer Universitä... | 81    |       |
| 5. August  | Hanns Theodor Flemming                                 | deutscher Kunsthistoriker und Kunstkritiker                                                                     | 89    |       |
| 5. August  | Raymond Klibansky                                      | europäisch-kanadischer Philosoph                                                                                | 99    |       |
| 5. August  | Edwin Koller                                           | Schweizer Politiker                                                                                             | 84    |       |
| 5. August  | Spud Murphy                                            | US-amerikanischer Jazzmusiker, Filmkomponist und Arrangeur                                                      | 96    |       |
| 6. August  | Vizma Belševica                                        | lettische Schriftstellerin                                                                                      | 74    |       |
| 6. August  | Keter Betts                                            | US-amerikanischer Jazz-Bassist                                                                                  | 77    |       |
| 6. August  | Robin Cook                                             | britischer Politiker, Mitglied des House of Commons                                                             | 59    |       |
| 6. August  | Ibrahim Ferrer                                         | kubanischer Sänger                                                                                              | 78    |       |
| 6. August  | Helmut Goldschmidt                                     | französischer Architekt                                                                                         | 71    |       |
| 6. August  | Carlo Little                                           | britischer Schlagzeuger                                                                                         | 66    |       |
| 6. August  | Gilles Néret                                           | französischer Kunsthistoriker und -kritiker, Journalist, Schriftsteller und Verleger                            | 71    |       |
| 6. August  | Charles-Remy Rakotonirina                              | madagassischer Geistlicher, Bischof von Clermont                                                                | 77    |       |
| 6. August  | Michael Roscher                                        | deutscher Astrologe                                                                                             | 45    |       |
| 6. August  | Günter Szewierski                                      | deutscher Fußballspieler                                                                                        | 82    |       |
| 6. August  | James Wilson                                           | britisch-irischer Komponist                                                                                     | 82    |       |
| 7. August  | Leni Alexander                                         | chilenisch-deutsche Komponistin                                                                                 | 81    |       |
| 7. August  | Buddy Banks                                            | US-amerikanischer Bassist                                                                                       | 78    |       |
| 7. August  | Peter Jennings                                         | US-amerikanischer Journalist                                                                                    | 67    |       |
| 7. August  | Li Lili                                                | chinesische Schauspielerin                                                                                      | 90    |       |
| 7. August  | Reinhold Steinhilb                                     | deutscher Radrennfahrer, Radsporttrainer und -funktionär                                                        | 79    |       |
| 8. August  | Manfred Auer                                           | deutscher Fußballspieler                                                                                        | 85    |       |
| 8. August  | Barbara Bel Geddes                                     | US-amerikanische Schauspielerin                                                                                 | 82    |       |
| 8. August  | María de la Esperanza de Borbón-Dos Sicilias y Orléans | spanische Adlige                                                                                                | 91    |       |
| 8. August  | Ahmed Deedat                                           | islamischer Schriftsteller und Redner                                                                           | 87    |       |
| 8. August  | Günter Döding                                          | deutscher Gewerkschafter                                                                                        | 74    |       |
| 8. August  | Nicolae Dumitru                                        | rumänischer Fußballspieler und -trainer                                                                         | 76    |       |
| 8. August  | Ruprecht Essberger                                     | deutscher Regisseur und Fernsehautor                                                                            | 82    |       |
| 8. August  | John H. Johnson                                        | US-amerikanischer Medienunternehmer                                                                             | 87    |       |
| 8. August  | Eva Kolinsky                                           | deutsch-britische Germanistin, Soziologin und Hochschullehrerin                                                 | 65    |       |
| 8. August  | Nikolai Georgijewitsch Putschkow                       | russischer Eishockeytorwart                                                                                     | 75    |       |
| 08. August | Pauli Vesterinen                                       | finnischer Leichtathlet                                                                                         | 81    |       |
| 8. August  | Ilse Werner                                            | deutsche Schauspielerin                                                                                         | 84    |       |
| 8. August  | Harald Winkel                                          | deutscher Wirtschaftswissenschaftler, Historiker und Verleger                                                   | 74    |       |
| 9. August  | Colette Besson                                         | französische Sprinterin und Olympiasiegerin                                                                     | 59    |       |
| 9. August  | Dorris Bowdon                                          | US-amerikanische Schauspielerin                                                                                 | 90    |       |
| 9. August  | Marco Cavagna                                          | italienischer Astronom                                                                                          |       |       |
| 9. August  | Detroit Junior                                         | US-amerikanischer Bluesmusiker                                                                                  | 73    |       |
| 9. August  | Ernst Held                                             | Schweizer Gynäkologe                                                                                            | 104   |       |
| 9. August  | Philip J. Klass                                        | US-amerikanischer Ufologe                                                                                       | 85    |       |
| 9. August  | Matthew McGrory                                        | US-amerikanischer Schauspieler                                                                                  | 32    |       |
| 9. August  | Renfrey Potts                                          | australischer Physiker und Mathematiker                                                                         | 79    |       |
| 10. August | Jaroslav Koutecký                                      | tschechischer Chemiker                                                                                          | 82    |       |
| 10. August | Ilja Prachař                                           | tschechischer Schauspieler                                                                                      | 81    |       |
| 11. August | James Booth                                            | englischer Schauspieler und Drehbuchautor                                                                       | 77    |       |
| 11. August | Bernhard Hanssler                                      | deutscher Priester, Päpstlicher Ehrenprälat und Bildungspolitiker                                               | 98    |       |
| 11. August | Günther Hödl                                           | österreichischer Historiker                                                                                     | 64    |       |
| 11. August | Manfred Korfmann                                       | deutscher Archäologe                                                                                            | 63    |       |
| 11. August | Alois Lugger                                           | österreichischer Politiker (ÖVP)                                                                                | 93    |       |
| 11. August | Ted Radcliffe                                          | US-amerikanischer Baseballspieler                                                                               | 103   |       |
| 11. August | Billy Robinson                                         | US-amerikanischer Jazz-Musiker                                                                                  | 66    |       |
| 11. August | Gisela Schmidting                                      | deutsche Schauspielerin und Opernsängerin                                                                       | 85    |       |
| 12. August | Francy Boland                                          | belgischer Jazz-Pianist und Arrangeur                                                                           | 75    |       |
| 12. August | Johannes Fischer                                       | deutscher Kirchenmusiker und Komponist                                                                          | 72    |       |
| 12. August | Graeme Gow                                             | australischer Herpetologe                                                                                       | 65    |       |
| 12. August | Lakshman Kadirgamar                                    | sri-lankischer Politiker                                                                                        | 73    |       |
| 12. August | Q. I. M. Mok                                           | niederländischer Romanist, Provenzalist und Sprachwissenschaftler                                               | 80    |       |
| 12. August | Uwe Röhl                                               | norddeutscher Kirchenmusiker, Organist und Komponist                                                            | 80    |       |
| 13. August | Hans Bols                                              | deutscher Frisör, Karnevals-Redner                                                                              | 67    |       |
| 13. August | Arnold Cooke                                           | britischer Komponist                                                                                            | 98    |       |
| 13. August | George Daniels                                         | ghanaischer Sprinter                                                                                            | 55    |       |
| 13. August | William Jennings Bryan Dorn                            | US-amerikanischer Politiker                                                                                     | 89    |       |
| 13. August | David Lange                                            | Premierminister von Neuseeland, Träger des Alternativen Nobelpreises                                            | 63    |       |
| 13. August | Dieter Puppe                                           | deutscher Mathematiker                                                                                          | 74    |       |
| 13. August | Gerhard Voigt                                          | deutscher Graphiker                                                                                             | 79    |       |
| 14. August | Stephen C. Apostolof                                   | US-amerikanischer Erotikproduzent und Trashfilmregisseur                                                        | 77    |       |
| 14. August | Wiktor Dmitrijewitsch Baranow                          | sowjetischer Skilangläufer                                                                                      | 77    |       |
| 14. August | Hans Berentzen                                         | deutscher Spirituosenfabrikant                                                                                  | 78    |       |
| 14. August | Herta Konrad                                           | österreichische Schauspielerin                                                                                  | 77    |       |
| 14. August | Karl Kordina                                           | österreich-deutscher Bauingenieur                                                                               | 86    |       |
| 14. August | Coo Coo Marlin                                         | US-amerikanischer Rennfahrer                                                                                    | 73    |       |
| 14. August | Robert Moser                                           | Schweizer Politiker (FDP)                                                                                       | 83    |       |
| 14. August | Sheila Piercey Summers                                 | südafrikanische Tennisspielerin                                                                                 | 86    |       |
| 15. August | James Dougherty                                        | erster Ehemann von Marilyn Monroe                                                                               | 84    |       |
| 15. August | Werner Krieger                                         | deutscher Offizier                                                                                              | 89    |       |
| 15. August | Wolfgang Rauchfuß                                      | deutscher Politiker (SED), MdV                                                                                  | 73    |       |
| 15. August | Herta Ware                                             | US-amerikanische Schauspielerin und Theaterintendantin                                                          | 88    |       |
| 15. August | Joyce Wein                                             | US-amerikanische Musik- und Festivalmanagerin                                                                   | 76    |       |
| 15. August | Thomas Zhao Fengwu                                     | chinesischer katholischer Bischof von Yanzhou                                                                   | 85    |       |
| 15. August | Earl Zindars                                           | US-amerikanischer Komponist                                                                                     | 77    |       |
| 16. August | Vassar Clements                                        | US-amerikanischer Fiddle-Spieler                                                                                | 77    |       |
| 16. August | Tonino Delli Colli                                     | italienischer Kameramann                                                                                        | 82    |       |
| 16. August | Frère Roger                                            | schweizerischer Ordenschrist, Gründer des ökumenischen Männerordens von Taizé                                   | 90    |       |
| 16. August | Alexander Jakowlewitsch Gomelski                       | russischer Basketballspieler und -trainer                                                                       | 77    |       |
| 16. August | Radomir Lakušić                                        | jugoslawischer bzw. montenegrinischer Botaniker, Biogeograph und Pflanzensoziologe                              | 72    |       |
| 16. August | Rudi Leber                                             | deutscher Fußballtorhüter                                                                                       | 85    |       |
| 16. August | Vicky Moscholiou                                       | griechische Sängerin                                                                                            | 62    |       |
| 16. August | Derek Page, Baron Whaddon                              | britischer Politiker und Wirtschaftsmanager                                                                     | 78    |       |
| 16. August | Milorad Pavić                                          | jugoslawischer Fußballtrainer                                                                                   | 83    |       |
| 16. August | Albert Pfuhl                                           | deutscher Politiker (SPD), MdL, MdB                                                                             | 75    |       |
| 16. August | Joe Ranft                                              | US-amerikanischer Drehbuchautor                                                                                 | 45    |       |
| 16. August | Eva Renzi                                              | deutsche Schauspielerin                                                                                         | 60    |       |
| 16. August | Ronald F. Scott                                        | US-amerikanischer Bauingenieur                                                                                  | 76    |       |
| 16. August | Rolf Stiefel                                           | deutscher Hörfunksprecher und Parodist                                                                          | 85    |       |
| 17. August | Freddy Alborta                                         | bolivianischer Fotograf                                                                                         |       |       |
| 17. August | John N. Bahcall                                        | US-amerikanischer Astrophysiker                                                                                 | 70    |       |
| 17. August | Thomas Beth                                            | deutscher Mathematiker                                                                                          | 55    |       |
| 17. August | Elsa Lüthi-Ruth                                        | Schweizer Krankenschwester                                                                                      | 96    |       |
| 17. August | Lloyd Meeds                                            | US-amerikanischer Politiker                                                                                     | 77    |       |
| 17. August | Bertram L. Podell                                      | US-amerikanischer Jurist und Politiker                                                                          | 79    |       |
| 17. August | Ernst Pulgram                                          | US-amerikanisch-österreichischer Indogermanist, Romanist und Linguist                                           | 89    |       |
| 18. August | Martin Eckermann                                       | deutscher Regisseur und Schauspieler                                                                            | 74    |       |
| 18. August | Anita Heiden-Berndt                                    | deutsche Schriftstellerin und Hörspielautorin                                                                   | 75    |       |
| 18. August | Liselotte von Reinken                                  | deutsche Historikerin                                                                                           | 94    |       |
| 18. August | Robby Schmitz                                          | deutscher Jazz- und Unterhaltungsmusiker                                                                        | 80    |       |
| 19. August | Aušra Augustinavičiūtė                                 | litauische Psychologin und Ökonomin und Gründerin der Sozionik                                                  | 78    |       |
| 19. August | Hans-Joachim Dunker                                    | deutscher Diplomat                                                                                              | 78    |       |
| 19. August | Andreas Grasmüller                                     | deutscher Tierschützer, Anwalt, Politiker und Showmaster                                                        | 79    |       |
| 19. August | Augustinus Heinrich Henckel von Donnersmarck           | deutscher Ordensgeistlicher, Theologe und Unternehmensberater                                                   | 70    |       |
| 19. August | Kenyon Jones                                           | US-amerikanisch-mazedonischer Basketballspieler                                                                 | 27    |       |
| 19. August | Faimalaga Luka                                         | tavaluischer Politiker, Generalgouverneur von Tuvalu                                                            |       |       |
| 19. August | Dennis Lynds                                           | US-amerikanischer Schriftsteller                                                                                | 81    |       |
| 19. August | Bueno de Mesquita                                      | niederländischer Schauspieler und Komiker                                                                       | 87    |       |
| 19. August | Mo Mowlam                                              | britische Politikerin (Labour), Mitglied des House of Commons                                                   | 55    |       |
| 19. August | Oscar Muller                                           | französischer Fußballspieler                                                                                    | 48    |       |
| 19. August | Günter Renner                                          | deutscher Jurist                                                                                                | 66    |       |
| 20. August | Abraham Samuel Goldstein                               | US-amerikanischer Rechtswissenschaftler                                                                         | 80    |       |
| 20. August | Vojislav Marković                                      | jugoslawischer Tischtennisspieler                                                                               |       |       |
| 20. August | Elise Sundt                                            | österreichische Architektin                                                                                     | 77    |       |
| 21. August | Liam Burke                                             | irischer Politiker                                                                                              | 77    |       |
| 21. August | Zbigniew Dłubak                                        | polnischer Künstler                                                                                             | 84    |       |
| 21. August | Wolfgang Fricke                                        | deutscher Musikpädagoge                                                                                         | 72    |       |
| 21. August | Willi Gerwinn                                          | deutscher Ministerialbeamter                                                                                    | 89    |       |
| 21. August | Thomas Herrion                                         | US-amerikanischer American-Football-Spieler                                                                     | 23    |       |
| 21. August | Robert Moog                                            | US-amerikanischer Ingenieur, Pionier der elektronischen Musik, Erfinder eines der ersten Synthesizer            | 71    |       |
| 21. August | Lew Nikolajewitsch Naumow                              | russischer Pianist und Komponist                                                                                | 80    |       |
| 21. August | Dalia Rabikovich                                       | israelische Dichterin und Friedensaktivistin                                                                    | 68    |       |
| 21. August | Marcus Schmuck                                         | österreichischer Bergsteiger                                                                                    | 80    |       |
| 21. August | Horst Tappe                                            | deutscher Fotograf                                                                                              | 67    |       |
| 21. August | Johannes Wessels                                       | deutscher Strafrechtler und Hochschullehrer                                                                     | 82    |       |
| 22. August | Luc Ferrari                                            | französischer Komponist, Klangkünstler und Hörspielmacher                                                       | 76    |       |
| 22. August | Henri Génès                                            | französischer Sänger und Schauspieler                                                                           | 86    |       |
| 22. August | Gerhard Haider                                         | deutscher Hydrobiologe und Hochschullehrer                                                                      | 69    |       |
| 22. August | Teddy Harris                                           | US-amerikanischer Jazzpianist und Musiker                                                                       | 70    |       |
| 22. August | Olli Juvonen                                           | finnischer Radrennfahrer                                                                                        | 82    |       |
| 22. August | Richard Kelly                                          | US-amerikanischer Politiker                                                                                     | 81    |       |
| 22. August | Ernest Kirkendall                                      | US-amerikanischer Chemiker und Metallurg                                                                        | 91    |       |
| 22. August | Geoffrey Lane, Baron Lane                              | britischer Jurist                                                                                               | 87    |       |
| 22. August | Andrónico Luksic Abaroa                                | chilenischer Milliardär kroatischer Abstammung                                                                  | 78    |       |
| 22. August | Jim McMillin                                           | US-amerikanischer Ruderer, Olympiasieger (1936)                                                                 | 91    |       |
| 22. August | Ulrich Sahm                                            | deutscher Diplomat und Botschafter                                                                              | 87    |       |
| 22. August | Hartmut Stegemann                                      | deutscher Theologe, Vertreter der Neutestamentlichen Wissenschaft                                               | 71    |       |
| 22. August | Mati Unt                                               | estnischer Schriftsteller, Theaterregisseur, Übersetzer und Literaturwissenschaftler                            | 61    |       |
| 22. August | Berthold F. Weber                                      | deutscher Architekt und Bauforscher                                                                             | 51    |       |
| 22. August | Dieter Wolf                                            | deutscher Verwaltungsjurist und Präsident des Bundeskartellamtes                                                | 70    |       |
| 23. August | Glenn Corneille                                        | niederländischer Jazz- und Pop-Pianist                                                                          | 35    |       |
| 23. August | Ambrogio Fogar                                         | italienischer Abenteurer und Autor                                                                              | 64    |       |
| 23. August | Dominic Grech                                          | maltesischer Sänger und Komponist                                                                               | 55    |       |
| 23. August | Hans Hölzl                                             | deutscher Politiker (SPD), MdL                                                                                  | 80    |       |
| 23. August | Hans Joachim Oeffler                                   | deutscher evangelischer Pfarrer und Autor                                                                       | 75    |       |
| 23. August | Brock Peters                                           | US-amerikanischer Schauspieler und Sänger                                                                       | 78    |       |
| 23. August | Hans-Joachim Reiche                                    | deutscher Journalist                                                                                            | 84    |       |
| 23. August | Heinrich Reiß                                          | deutscher Geistlicher, Präses der Evangelischen Kirche von Westfalen (EKvW) (1977–1985)                         | 85    |       |
| 23. August | Oskar N. Sahlberg                                      | deutscher Literaturwissenschaftler und Psychotherapeut                                                          | 73    |       |
| 23. August | Paul Schmidhalter                                      | Schweizer Politiker                                                                                             | 74    |       |
| 23. August | Rémy Zaugg                                             | Schweizer Künstler                                                                                              | 62    |       |
| 24. August | Michael Disterheft                                     | russlanddeutscher Maler und Grafiker                                                                            | 84    |       |
| 24. August | William J. Eaton                                       | US-amerikanischer Journalist                                                                                    | 74    |       |
| 24. August | Guo Zhenqing                                           | chinesischer Schauspieler                                                                                       |       |       |
| 24. August | Gerd Laßner                                            | deutscher Mathematiker                                                                                          | 65    |       |
| 24. August | Liu Baiyu                                              | chinesischer Schriftsteller und Kulturpolitiker                                                                 | 88    |       |
| 24. August | Jack Slipper                                           | britischer Kriminalbeamter                                                                                      | 81    |       |
| 25. August | Lora Aborn                                             | US-amerikanische Organistin und Komponistin                                                                     | 98    |       |
| 25. August | Walter Becher                                          | deutscher Journalist, Politiker                                                                                 | 92    |       |
| 25. August | Nancy Dankers                                          | niederländische Politikerin (CDA)                                                                               | 56    |       |
| 25. August | Peter Glotz                                            | deutscher Politiker (SPD), MdL, MdB, Publizist und Kommunikationswissenschaftler                                | 66    |       |
| 25. August | Elvira Gross                                           | deutsche Botanikerin                                                                                            | 50    |       |
| 25. August | Terence Morgan                                         | britischer Schauspieler                                                                                         | 83    |       |
| 25. August | Margareta zu Sayn-Wittgenstein-Berleburg               | schwedische Gräfin                                                                                              | 96    |       |
| 25. August | Xie Shiguang                                           | chinesischer, römisch-katholischer Bischof von Mingdong                                                         | 88    |       |
| 26. August | Anne Bärenz                                            | deutsche Sängerin und Pianistin                                                                                 | 54    |       |
| 26. August | Wolfgang Bauer                                         | österreichischer Schriftsteller                                                                                 | 64    |       |
| 26. August | Denis D’Amour                                          | kanadischer Rock-Musiker                                                                                        |       |       |
| 26. August | Gerry Fitt                                             | britisch-nordirischer Politiker, Mitglied des House of Commons                                                  | 79    |       |
| 26. August | Olga Ramos                                             | spanische Chansonsängerin                                                                                       | 87    |       |
| 27. August | Paolo Casella                                          | italienischer Schauspieler                                                                                      | 67    |       |
| 27. August | Václav Chochola                                        | tschechischer Fotograf                                                                                          | 82    |       |
| 27. August | Donald F. Durnbaugh                                    | US-amerikanischer Kirchenhistoriker der Church of the Brethren                                                  | 77    |       |
| 27. August | Wilhelm Krumbach                                       | deutscher Cembalist, Organist und Musikwissenschaftler                                                          | 68    |       |
| 27. August | Aleksander Rjabov                                      | estnischer Klarinettist und Dirigent                                                                            | 76    |       |
| 27. August | Hans Schweizer                                         | deutscher Bildhauer und Maler                                                                                   | 80    |       |
| 28. August | Hans Clarin                                            | deutscher Schauspieler und Synchronsprecher                                                                     | 75    |       |
| 28. August | David Fine                                             | südafrikanischer Musikmanager                                                                                   |       |       |
| 28. August | Charles Gates junior                                   | US-amerikanischer Geschäftsmann und Philanthrop                                                                 | 84    |       |
| 28. August | Ruben Gunawan                                          | indonesischer Schachgroßmeister                                                                                 | 37    |       |
| 28. August | Peter Wilhelm Höffkes                                  | deutscher Politiker (CSU), MdB                                                                                  | 78    |       |
| 28. August | Heinz Werner Hübner                                    | deutscher Journalist                                                                                            | 84    |       |
| 28. August | Christoph Lindert                                      | deutscher Schauspieler, Synchron- und Hörbuchsprecher                                                           | 67    |       |
| 28. August | Melanie Spitta                                         | deutsche Filmemacherin und Bürgerrechtlerin der Sinti                                                           |       |       |
| 28. August | Esther Szekeres                                        | australische Mathematikerin                                                                                     | 95    |       |
| 28. August | George Szekeres                                        | ungarischer Mathematiker                                                                                        | 94    |       |
| 29. August | Nikolai Sergejewitsch Bachwalow                        | russischer Mathematiker                                                                                         | 71    |       |
| 29. August | Michael Anthony Canoso                                 | US-amerikanischer Botaniker                                                                                     | 85    |       |
| 29. August | Jacques Dufilho                                        | französischer Schauspieler                                                                                      | 91    |       |
| 29. August | Nurcholis Madjid                                       | indonesischer muslimischer Denker und Gelehrter                                                                 | 66    |       |
| 29. August | Jude Wanniski                                          | US-amerikanischer politischer Ökonom, Publizist und Journalist                                                  | 69    |       |
| 30. August | Helmut Felber                                          | österreichischer Terminologe                                                                                    | 80    |       |
| 30. August | Pierre Fritsch                                         | französischer Feuilletonist und Schriftsteller                                                                  | 75    |       |
| 30. August | Fu Biao                                                | chinesischer Schauspieler                                                                                       | 41    |       |
| 30. August | Hans Hoffmann-Ybbs                                     | österreichischer Maler                                                                                          | 77    |       |
| 30. August | Jakup Mato                                             | albanischer Literaturwissenschaftler                                                                            | 70    |       |
| 30. August | James H. Scheuer                                       | US-amerikanischer Politiker                                                                                     | 85    |       |
| 30. August | Walter Stipperger                                      | österreichischer Autor und Regionalhistoriker                                                                   | 86    |       |
| 31. August | Stéphane Bruey                                         | französischer Fußballspieler                                                                                    | 72    |       |
| 31. August | Antoni Clavé                                           | spanischer Maler und Bildhauer                                                                                  | 92    |       |
| 31. August | John Francis Donaldson, Baron Donaldson of Lymington   | englischer Peer und Richter                                                                                     | 84    |       |
| 31. August | Emil Rudolf Greulich                                   | deutscher Schriftsteller                                                                                        | 95    |       |
| 31. August | Jaan Kiivit junior                                     | evangelischer Theologe                                                                                          | 65    |       |
| 31. August | Dominik Marty                                          | Schweizer Volksmusiker                                                                                          | 69    |       |
| 31. August | Józef Rotblat                                          | polnischer Physiker, Mitgründer der Pugwash-Konferenzen und Friedensnobelpreisträger                            | 96    |       |
| 31. August | Henry William Frederick Saggs                          | britischer Assyriologe                                                                                          | 84    |       |
| 31. August | Ernst-Otto Schwabe                                     | deutscher SED-Funktionär, Journalist und Chefredakteur                                                          | 76    |       |
| 31. August | Michael Sheard                                         | britischer Schauspieler                                                                                         | 67    |       |
| 31. August | Sophie Watillon                                        | belgische Gambistin                                                                                             | 39    |       |
| August     | Willibald Eser                                         | deutscher Drehbuchautor                                                                                         |       |       |
| August     | Günther Huber                                          | österreichischer Dramaturg und Theaterregisseur                                                                 |       |       |
| August     | Peter Schindler                                        | Schweizer Journalist und Politiker (FDP)                                                                        |       |       |